# 範姓
範姓是一個中國人的姓氏，没有在百家姓名单之内。

## 歷史
宋邓名世《古今姓氏书辩证》中，有“范”而无“範”。
明凌迪知《万姓统谱》：“见《氏族志》，汉範依，字少公；宋範昱，饶州人”。
明陈士元《姓觽》稱“範”或爲“范”的誤寫，或爲番阳族後代：“《姓源》云：晋大夫范氏之后。《千家姓》云：番阳族。”
此後，範姓就消失了。漢字簡化時將“範”簡化成了“范”，有人误將“範”當作姓氏“范”的繁体。

## 延伸阅读
[在维基数据编辑]
 《欽定古今圖書集成·明倫彙編·氏族典·範姓部》，出自陈梦雷《古今圖書集成》